# Mise Éire
Mise Éire (Sóc Irlanda) és un poema en gaèlic irlandès escrit pel poeta, líder i polític republicà irlandès Patrick Pearse.
També és el nom d'una pel·lícula feta el 1959 per George Morrison que fa un muntatge contamporani per a explicar la història del nacionalisme revolucionari irlandès del 1896 al 1918: des del funeral d'O'Donovan Rossa amb notes de James Connolly, el discurs de Patrick Pearse, l'Aixecament de Pasqua i la Guerra d'Independència Irlandesa
Mise Éire també és el nom d'un disc de Seán Ó Riada que fa de banda sonora del film.
També és el nom d'un grup de música de ball irlandesa de Glasgow (Escòcia).

## El poema
Mise Éire - sine me ná an Chailleach Béarra. 

Mór mo Ghlóir - mé do rug Cú Chulainn cróga. 

Mór mo náire - mo chlan féin do dhíol a máthair. 

Mise Éire - uaigní me ná an Chailleach Béarra. 

## Traducció al català
Sóc Irlanda – Sóc més vella que l'Anciana de Beara 

Gran és la meva glòria – Vaig alletar el gran Cuchulainn 

Gran és la meva vergonya – Els meus fills s'han venut la mare 

Sóc Irlanda – Estic més sola que l'Anciana de Beara 